# Église Notre-Dame-des-Douleurs de Gwardamanga
Pour les articles homonymes, voir Église Notre-Dame-des-Douleurs.
L'église Notre-Dame-des-Douleurs est une église catholique située à Gwardamanga, à Malte.

## Historique
L'édifice est construit en 1590 après une grande épidémie de peste.
Un couvent y est ajouté en 1617 par les moines augustins.
En 1974, l'église et le couvent sont affectés aux sœurs franciscaines du Sacré-Cœur.